# Ручим
Ручим — деревня в Сосновоборском районе Пензенской области России. Входит в состав Николо-Барнуковского сельсовета.

## География
Деревня находится в восточной части Пензенской области, в пределах Приволжской возвышенности, в лесостепной зоне, при автодороге 58К-257, на расстоянии примерно 9 километров (по прямой) к северо-востоку от Сосновоборска, административного центра района. Абсолютная высота — 262 метра над уровнем моря.

### Климат
Климат характеризуется как умеренно континентальный, с холодной продолжительной зимой и тёплым летом. Средняя температура воздуха самого тёплого месяца (июля) — 19 °C (абсолютный максимум — 39 °C); самого холодного (января) — −13 °C (абсолютный минимум — −46 °C). Среднегодовое количество атмосферных осадков варьируется от 480 до 627 мм, из которых большая часть выпадает в тёплый период. Снежный покров держится в течение 150—160 дней.

### Часовой пояс
Деревня Ручим, как и вся Пензенская область, находится в часовой зоне МСК (московское время). Смещение применяемого времени относительно UTC составляет +3:00.

## Население
| 2010 |
| ---- |
| 3    |

### Национальный состав
Согласно результатам переписи 2002 года, в национальной структуре населения русские составляли 93 % из 14 чел.